# Fabio Pecchia
Fabio Pecchia (ur. 24 sierpnia 1973) – włoski piłkarz występujący na pozycji pomocnika oraz trener.
W Serie A rozegrał 337 spotkań i zdobył 41 bramek.

## Sukcesy
Serie A
- Juventus: 1997-1998

Superpuchar Włoch
- Juventus: 1997

Puchar Serie C
- Foggia: 2006/2007